# 科特納 (加利福尼亞州)
科特納（英語：Cortena）是位於美國加利福尼亞州科盧薩縣的一個非建制地區。該地的面積和人口皆未知。

## 地理
科特納的座標為39°13′09″N 122°11′10″W / 39.21917°N 122.18611°W，而該地的平均海拔高度為24米（即79英尺）。